# Lijst van voetbalinterlands Malawi - Rwanda
Deze lijst van voetbalinterlands is een overzicht van alle officiële voetbalwedstrijden tussen de nationale teams van Malawi en Rwanda. De landen speelden tot op heden zes keer tegen elkaar. De eerste ontmoeting, een vriendschappelijke wedstrijd, werd gespeeld op 11 december 1999 in Lilongwe. Het laatste duel, eveneens een vriendschappelijke wedstrijd, vond plaats in Kigali op 14 augustus 2013.

## Wedstrijden
| № | Plaats   | Datum            | Competitie        | Wedstrijd       | Uitslag |
| - | -------- | ---------------- | ----------------- | --------------- | ------- |
| 1 | Lilongwe | 11 december 1999 | Vriendschappelijk | Malawi – Rwanda | 1 – 1   |
| 2 | Blantyre | 13 december 1999 | Vriendschappelijk | Malawi – Rwanda | 1 – 1   |
| 3 | Blantyre | 30 mei 2009      | Vriendschappelijk | Malawi – Rwanda | 2 – 0   |
| 4 | Blantyre | 17 november 2010 | Vriendschappelijk | Malawi − Rwanda | 2 − 1   |
| 5 | Kampala  | 26 november 2012 | CECAFA Cup 2012   | Rwanda − Malawi | 2 − 0   |
| 6 | Kigali   | 14 augustus 2013 | Vriendschappelijk | Rwanda − Malawi | 0 − 1   |

## Samenvatting
| Competitie        | Totaal gespeeld | Winst Malawi | Gelijk | Winst Rwanda | Doelsaldo Malawi – Rwanda |
| ----------------- | --------------- | ------------ | ------ | ------------ | ------------------------- |
| CECAFA Cup        | 1               | 0            | 0      | 1            | 0 − 2                     |
| Vriendschappelijk | 5               | 3            | 2      | 0            | 7 − 3                     |
| Totaal            | 6               | 3            | 2      | 1            | 7 − 5                     |

FAM · 
Bondscoaches · 
Topscorers · 
Malawisch vrouwenelftal
1962 - 1969 · 
1970 - 1979 · 
1980 - 1989 · 
1990 - 1999 · 
2000 – 2009 · 
2010 – 2019 ·
2020 − 2029
Algerije ·
Angola ·
Bangladesh ·
Benin ·
Botswana ·
Burkina Faso ·
Burundi ·
Comoren ·
Congo-Brazzaville ·
Congo-Kinshasa ·
Djibouti ·
Egypte ·
Equatoriaal-Guinea ·
Eritrea ·
Ethiopië ·
Gabon ·
Ghana ·
Guinee ·
Ivoorkust ·
Jemen ·
Kameroen ·
Kenia ·
Lesotho ·
Liberia ·
Libië ·
Madagaskar ·
Mali ·
Marokko ·
Mauritius ·
Mozambique ·
Namibië ·
Nigeria ·
Oeganda ·
Rwanda ·
Sao Tomé en Principe ·
Senegal ·
Seychellen ·
Sierra Leone ·
Soedan ·
Somalië ·
Swaziland ·
Tanzania ·
Togo ·
Tsjaad ·
Tunesië ·
Zambia ·
Zimbabwe ·
Zuid-Afrika ·
Zuid-Soedan
FERWAFA · Rwandees vrouwenelftal
1976 – 1989 · 
1990 – 1999 · 
2000 – 2009 · 
2010 – 2019 ·
2020 − 2029
Algerije ·
Angola ·
Benin ·
Botswana ·
Burundi ·
Centraal-Afrikaanse Republiek ·
Congo-Brazzaville ·
Congo-Kinshasa ·
Djibouti ·
Egypte ·
Equatoriaal-Guinea ·
Eritrea ·
Ethiopië ·
Gabon ·
Ghana ·
Guinee ·
Ivoorkust ·
Kaapverdië ·
Kameroen ·
Kenia ·
Lesotho ·
Liberia ·
Libië ·
Madagaskar ·
Malawi ·
Mali ·
Marokko ·
Mauritanië ·
Mauritius ·
Mozambique ·
Namibië ·
Nigeria ·
Oeganda ·
Senegal ·
Seychellen ·
Soedan ·
Somalië ·
Tanzania ·
Togo ·
Tunesië ·
Zambia ·
Zimbabwe ·
Zuid-Afrika ·
Zuid-Soedan